# World Professional Darts Championship 1990
De Embassy World Professional Darts Championship 1990 was de 13e editie van het internationale dartstoernooi World Professional Darts Championship georganiseerd door de BDO en werd gehouden van 5 januari 1990 tot en met 13 januari 1990 in het Engelse Frimley Green.
Voor het eerst op de World Professional Darts Championship werd er een 9-darter gegooid; Paul Lim gooide een perfecte leg in zijn 2e ronde tegen de Ier Jack McKenna. Paul Lim vertegenwoordigde vanaf dit jaar de Verenigde Staten in plaats van zijn geboorteland Singapore. Omdat darts daar bekender was, kon hij meer wedstrijden spelen.
Phil Taylor won de titel bij zijn debuut op de Embassy, mede door in de finale dartlegende Eric Bristow met 6-1 te verslaan. Des te opmerkelijker was het dat The Power bij aanvang van het toernooi bij de bookmakers 125-1 stond genoteerd en hij slechts vier sets afstond gedurende het kampioenschap in Frimley Green.

## Prijzengeld
Het totale prijzengeld bedroeg £102.200,- (plus £52.000 voor een 9-darter (gewonnen door Paul Lim)) en was als volgt verdeeld:
| Plaats                | Prijzengeld |
| --------------------- | ----------- |
| Winnaar               | £24.600     |
| Runner-up             | £12.000     |
| Halvefinalist         | £6.000      |
| Kwartfinalist         | £3.000      |
| 2e ronde              | £2.200      |
| 1e ronde              | £1.400      |
| Niet-gekwalificeerden | £300        |

Degene met de hoogste check-out (uitgooi) kreeg £1.000:
- 170 - Peter Evison
- 170 - Phil Taylor

## Alle wedstrijden

### Voorronde (best of 5 sets)
| Steve Gittins         | Engeland   | - | Wayne Orange         | Zimbabwe                 | 3 - 1 |
| Wayne Weening         | Australië  | - | Alfredo Deen         | Filipijnen               | 3 - 0 |
| Leighton Rees         | Wales      | - | Graeme Stoddart      | Engeland                 | 3 - 2 |
| Magnus Caris          | Zweden     | - | Trevor Carr          | Zimbabwe                 | 3 - 0 |
| Antero Rantala        | Finland    | - | Terry Collins        | Engeland                 | 3 - 1 |
| Mike Veitch           | Schotland  | - | Roy Gokoel           | Nederland                | 3 - 2 |
| Chris Whiting         | Engeland   | - | Liam Burke           | Bondsrepubliek Duitsland | 3 - 2 |
| Dave Whitcombe        | Engeland   | - | Norbert Baumann      | Bondsrepubliek Duitsland | 3 - 2 |
| Stephen Nyandoko      | Zimbabwe   | - | Mitchell Crooks      | Noord-Ierland            | 0 - 3 |
| Leo Laurens           | België     | - | Alex Enders          | Bondsrepubliek Duitsland | 3 - 0 |
| Bob Sinnaeve          | Canada     | - | Lyndon Hextall       | Engeland                 | 3 - 2 |
| Dirk-Jan Klaver       | Nederland  | - | Alan Warriner        | Engeland                 | 2 - 3 |
| Cliff Lazarenko       | Engeland   | - | Prescott Minnis      | Bahama's                 | 3 - 0 |
| Bert Vlaardingerbroek | Nederland  | - | Robert-Steve Davies  | Hongkong                 | 3 - 0 |
| Jann Hoffmann         | Denemarken | - | Harold Sweeney       | Noord-Ierland            | 3 - 2 |
| Paul Lim              | USA        | - | Bert Hansen          | Bondsrepubliek Duitsland | 3 - 1 |
| Ray Battye            | Engeland   | - | Norman Beggs         | Noord-Ierland            | 3 - 1 |
| Jack McKenna          | Ierland    | - | Mark Day             | Engeland                 | 3 - 2 |
| Dennis Hickling       | Engeland   | - | Jean-Luc Leclercq    | Frankrijk                | 3 - 0 |
| Tony Payne            | USA        | - | Pedro Minan-Martinez | Spanje                   | 3 - 1 |
| Phil Taylor           | Engeland   | - | Bob Renard           | België                   | 3 - 2 |
| Kim Jensen            | Denemarken | - | Paul Frendo          | Malta                    | 3 - 2 |
| Ronnie Sharp          | Schotland  | - | Jeffrey Lotherington | Jersey                   | 3 - 1 |
| Albert Anstey         | Canada     | - | Eric Burden          | Wales                    | 3 - 0 |

### Eerste ronde (best of 5 sets)
| Steve Gittins   | Engeland   | - | Wayne Weening         | Australië     | 3 - 0 |
| Eric Bristow    | Engeland   | - | Leighton Rees         | Wales         | 3 - 0 |
| Magnus Caris    | Zweden     | - | Antero Rantala        | Finland       | 3 - 0 |
| Brian Cairns    | Wales      | - | Mike Veitch           | Schotland     | 3 - 0 |
| Chris Whiting   | Engeland   | - | Dave Whitcombe        | Engeland      | 3 - 2 |
| Jocky Wilson    | Schotland  | - | Mitchell Crooks       | Noord-Ierland | 3 - 1 |
| Leo Laurens     | België     | - | Bob Sinnaeve          | Canada        | 3 - 2 |
| Mike Gregory    | Engeland   | - | Alan Warriner         | Engeland      | 3 - 0 |
| Cliff Lazarenko | Engeland   | - | Bert Vlaardingerbroek | Nederland     | 3 - 2 |
| Jann Hoffmann   | Denemarken | - | Bob Anderson          | Engeland      | 3 - 2 |
| Paul Lim        | USA        | - | Ray Battye            | Engeland      | 3 - 2 |
| Jack McKenna    | Ierland    | - | Peter Evison          | Engeland      | 3 - 1 |
| Dennis Hickling | Engeland   | - | Tony Payne            | USA           | 3 - 1 |
| Phil Taylor     | Engeland   | - | Russell Stewart       | Australië     | 3 - 1 |
| Ronnie Sharp    | Schotland  | - | Kim Jensen            | Denemarken    | 3 - 0 |
| John Lowe       | Engeland   | - | Albert Anstey         | Canada        | 3 - 1 |

### Tweede ronde (best of 5 sets)
| Steve Gittins   | Engeland  | - | Eric Bristow  | Engeland   | 2 - 3 |          |     |                |
| Magnus Caris    | Zweden    | - | Brian Cairns  | Wales      | 3 - 0 |          |     |                |
| Chris Whiting   | Engeland  | - | Jocky Wilson  | Schotland  | 2 - 3 |          |     |                |
| Leo Laurens     | België    | - | Mike Gregory  | Engeland   | 1 - 3 |          |     |                |
| Cliff Lazarenko | Engeland  | - | Jann Hoffmann | Denemarken | 3 - 0 |          |     |                |
| Paul Lim        | USA       | - | Jack McKenna  | Ierland    | 3 - 2 | Paul Lim | USA | gooit 9 darter |
| Dennis Hickling | Engeland  | - | Phil Taylor   | Engeland   | 0 - 3 |          |     |                |
| Ronnie Sharp    | Schotland | - | John Lowe     | Engeland   | 3 - 2 |          |     |                |

### Kwartfinale (best of 7 sets)
| Eric Bristow    | Engeland  | - | Magnus Caris | Zweden    | 4 - 1 |
| Jocky Wilson    | Schotland | - | Mike Gregory | Engeland  | 3 - 4 |
| Cliff Lazarenko | Engeland  | - | Paul Lim     | USA       | 4 - 0 |
| Phil Taylor     | Engeland  | - | Ronnie Sharp | Schotland | 4 - 2 |

### Halve finale (best of 9 sets)
| Eric Bristow    | Engeland | - | Mike Gregory | Engeland | 5 - 2 |
| Cliff Lazarenko | Engeland | - | Phil Taylor  | Engeland | 0 - 5 |

### Finale (best of 11 sets)
| Eric Bristow | Engeland | - | Phil Taylor | Engeland | 1 - 6 |

World Cup Darts (WDF)

1977 · 1979 · 1981 · 1983 · 1985 · 1987 · 1989 · 1991 · 1993 · 1995 · 1997 · 1999 · 2001 · 2003 · 2005 · 2007 · 2009 · 2011 · 2013 · 2015 · 2017 · 2019 · 2021 · 2023
World Darts Championship (BDO)

1978 · 1979 · 1980 · 1981 · 1982 · 1983 · 1984 · 1985 · 1986 · 1987 · 1988 · 1989 · 1990 · 1991 · 1992 · 1993 · 1994 · 1995 · 1996 · 1997 · 1998 · 1999 · 2000 · 2001 · 2002 · 2003 · 2004 · 2005 · 2006 · 2007 · 2008 · 2009 · 2010 · 2011 · 2012 · 2013 · 2014 · 2015 · 2016 · 2017 · 2018 · 2019 · 2020
World Darts Championship (PDC)

1994 · 1995 · 1996 · 1997 · 1998 · 1999 · 2000 · 2001 · 2002 · 2003 · 2004 · 2005 · 2006 · 2007 · 2008 · 2009 · 2010 · 2011 · 2012 · 2013 · 2014 · 2015 · 2016 · 2017 · 2018 · 2019 · 2020 · 2021 · 2022 · 2023 · 2024 · 2025
World Darts Championship (WDF)

2022 · 2023 · 2024
World Seniors Darts Championship (WSDT)

2022 · 2023 · 2024 · 2025